# De coulissen van de Wetstraat
De coulissen van de Wetstraat is een vierdelige reportagereeks van politiek journalist Ivan De Vadder en VRT NWS voor de Vlaamse openbare zender Canvas. In het programma reconstrueerde De Vadder vier opmerkelijke gebeurtenissen uit de recente Belgische Politiek.

## Format
In "De coulissen van de Wetstraat" reconstrueerde Wetstraat-journalist Ivan De Vadder drie bijzondere momenten uit de recente Belgische politiek, namelijk het aftreden van Johan Vande Lanotte als voorzitter van de sp.a in 2007, het afzetten van Open VLD-voorzitter Karel De Gucht in 2004 en de tiendaagse passage van Jean-Marie Dedecker bij de N-VA in 2006. In het programma werden beelden uit het VRT-archief over deze gebeurtenissen gebruikt in combinatie met interviews met de hoofdrolspelers van deze gebeurtenissen. Op deze manier tracht De Vadder de laatste momenten voor deze gebeurtenissen te reconstrueren.
In 2015 verscheen een nieuwe reportage in de reeks, over de Federale Regeringsformatie van 2014.

## Geïnterviewden
In de aanloop naar het programma, interviewde Ivan De Vadder de hoofdrolspelers van de gebeurtenissen en een aantal journalisten over hun betrokkenheid en ervaring tijdens de feiten die het programma recontrueerde. O.a. Bart De Wever, Karel De Gucht, Johan Vande Lanotte, Freya Van den Bossche en Jean-Marie Dedecker verleenden hun medewerking aan het programma. Andere hoofdrolspelers, zoals Guy Verhofstadt weigerden mee te werken aan het programma.

## Afleveringen

### Seizoen 1
| Nr. | Titel                                | Regisseur        | Geïnterviewde | Originele uitzenddatum |  |
| --- | ------------------------------------ | ---------------- | --- | ---------------------- |  |
| 1 | Het koningsdrama bij de VLD          | Mark De Visscher | Yves Desmet, Dirk Sterckx, Annemie Neyts, Noël Slangen, Herman De Croo, Patrick Dewael, Karel De Gucht en Vincent Stuer                       | 24 april 2013          |  |
| In de eerste aflevering van "De coulissen van de Wetstraat" reconstrueerde De Vadder "Het koningsdrama bij de VLD" in 2004. In 2004 ging een wetsvoorstel van de regering over het migrantenstemrecht gestemd worden in de Kamer van volksvertegenwoordigers, een geesteskind van de toenmalige meerderheidspartijen MR en de PS. Dit dossier lag echter moeilijk voor de VLD, die de leiding over deze regering had. Op een congres werd uiteindelijk beslist dat de partij in de regering moest blijven, en dus het migrantenstemrecht moest goedkeuren. Toenmalig VLD-voorzitter Karel De Gucht bleef echter het partij-standpunt tegen het migrantenstemrecht verdedigen, dit tot groot ongenoegen van toenmalig premier Guy Verhofstadt. Samen met de overige leden van het partij-bestuur besliste hij om De Gucht te ontslaan als voorzitter van de VLD. |                                      |                  | |                        |  |
| 2 | De laatste 24 uur van Vande Lanotte  | Mark De Visscher | Johan Vande Lanotte, Vivi Lombaerts, Caroline Gennez, Freya Van den Bossche, Bert Anciaux, Louis Tobback, Geert Lambert en Wouter Verschelden | 1 mei 2013             |  |
| In 2007, net na de Belgische federale verkiezingen 2007 wordt duidelijk dat de sp.a, de Vlaamse socialistische partij de verkiezingen verloren heeft. Het kartel met Spirit weet 16.9% van de kiezers voor zich te winnen, zowat 9% minder dat bij de verkiezingen van 2003. Voorzitter Johan Vande Lanotte neemt één dag na de verkiezingen ontslag als voorzitter, en draagt Caroline Gennez en Freya Van den Bossche voor als zijn opvolgers. Niet veel later blijkt dat Van den Bossche een carrière als voorzitter niet ziet zitten, en ze weigert de job. Gennez wordt door de partij verkozen als nieuwe voorzitter met als opdracht om de sp.a opnieuw te doen groeien in electoraal gewicht. |                                      |                  | |                        |  |
| 3 | De 10 dagen van Dedecker bij de N-VA | Mark De Visscher | Bart De Wever, Jean-Marie Dedecker, Piet De Bruyn, Geert Bourgeois, Ben Weyts, Jo Vandeurzen en Peter Poulissen                               | 8 mei 2013             |  |
| In oktober van 2006 wordt Jean-Marie Dedecker uit de VLD gezet. Na lange en geheime onderhandelingen wordt hij in december lid van de N-VA. Net na de aankondiging van zijn lidmaatschat laat de toenmalig kartelpartner van de N-VA, CD&V, weten dat ze zich niet kunnen verzoenen met de extreem-liberale standpunten van De Decker en dat ze het kartel zullen verlaten. N-VA voorzitter Bart De Wever doet zijn best om tot een verzoening tussen beide partijen te komen, maar de CD&V houdt het been gestrekt: de N-VA zal moeten kiezen tussen het kartel of De Decker. |                                      |                  | |                        |  |

### Seizoen 2
| Nr. | Titel               | Regisseur | Geïnterviewde                                                       | Originele uitzenddatum |  |
| --- | ------------------- | --------- | ------------------------------------------------------------------- | ---------------------- |  |
| 1 | De logische premier |           | o.a. Charles Michel, Bart De Wever, Gwendolyn Rutten en Wouter Beke | 10 september 2015      |  |
| In deze aflevering van 'De coulissen van de Wetstraat' reconstrueren journalist Ivan De Vadder en Wouter Verschelden de vorming van de Regering-Michel I en bespreekt met de kingmakers de belangrijkste gebeurtenissen tijdens de onderhandelingen. |                     |           |                                                                     |                        |  |